# 최효종
최효종(崔曉種, 1986년 6월 3일 ~ )은 대한민국의 희극인이다.

## 별명
- 부랄
- 인간쓰레기
- 광대새끼
- 상또라이

## 학력
- 서울안평초등학교 (졸업)
- 장평중학교 (졸업)
- 동국대학교 사범대학 부속고등학교 (졸업)
- 서일대학교 레크리에이션과 (재학)

## 생애
최효종은 1986년 6월 3일 대한민국 서울특별시 동대문구 장안동에서 태어나 서일대학교 레크리에미션부를 졸업했으며, 2007년 KBS 22기 공채 개그맨으로 정식 데뷔하였다. 소속사는 HJ골든이다.

## 출연작

### 예능
- KBS 2TV《폭소클럽 2》
- KBS 2TV《개그사냥》
- KBS 2TV《개그콘서트》

〈봉숭아 학당〉 행복전도사, 심리술사 마스터 최 역
〈남성인권보장위원회 (남보원)〉
〈최효종의 눈〉
〈착한척 하지마〉
〈지역광고〉
〈트렌드쇼〉
〈티라노 연애조작단〉
〈독한 것들〉
〈애매한 것을 정해주는 남자 (애정남)〉 애정남 역
〈사마귀 유치원〉 일수꾼 역
〈하극상〉
〈추남〉
〈주부 9단〉
〈갑을 컴퍼니〉
〈애니뭘〉
〈위캔척〉 위캔척 강사 역
〈살아있네〉
〈호불호〉
〈어.그.봤 (어제 그거 봤어?)〉
- KBS 2TV《해피투게더 시즌3》
- KBS 2TV《세대공감 토요일》(2011년 10월 29일 토요일) - 92회 출연
- KBS 2TV《세대공감 토요일》(2013년 8월 10일 토요일) - 185회 쥬얼리의 김예원과 함께 출연
- MBC 스포츠 플러스《야구 읽어주는 남자》
- Mnet 《더 아찔한 소개팅》 ... MC
- MBN 《박경철의 공감 플러스》
- SBS 파워FM 《안녕하세요 코리아》

### 영화
- 《토르: 마법망치의 전설》 - 크러셔

### CF
- 2010년 삼성에버랜드
- 2011년 티켓몬스터
- 2011년 대승인터컴 락휴
- 2011년 3M라벨
- 2011년 한국환경공단 음식물 줄이기 캠페인
- 2011년 삼성전자 갤럭시S2 HD
- 2012년 두산동아 백점맞는 수학
- 2011년 피자에땅 2판 4판
- 2012년 아리랑콜서비스 최효종의 빵빵대리운전
- 2012년 유한크로락스유한락스
- 2012년 홈초이스 디지털케이블TV
- 2012년 LG전자 시네마3D스마트TV
- 2012년 지식경제부 열량요금제도
- 2013년 경찰청

## 유행어

### 《개그콘서트》
- 다들 XX쯤은 하잖아요. XX 아니면 XX 아니잖아요 그냥 xx지. (봉숭아학당)
- 다들 표정들이 왜 그래요? XX하는 사람들처럼? (봉숭아학당)
- XX 못 하는 사람들은 쪼~끔 불행한 거에요!~ (봉숭아학당)
- 애매~합니다잉? (애정남)
- 어렵지 않아요 (사마귀 유치원)

## 수상
- 2010년 KBS 연예대상 코미디 부문 남자 신인상
- 2011년 KBS 연예대상 코미디 부문 남자 우수상
- 2011년 KBS 연예대상 코미디 부문 최우수코너상
- 2012년 제24회 한국PD대상 코미디언부문 출연자상
- 2012년 MTN 방송광고페스티벌 남자 CF모델상